# Leonid Charitonowitsch Tibilow

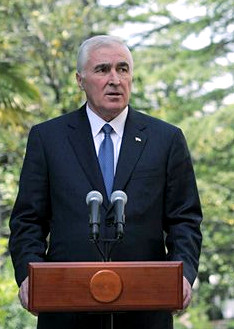
Leonid Tibilow

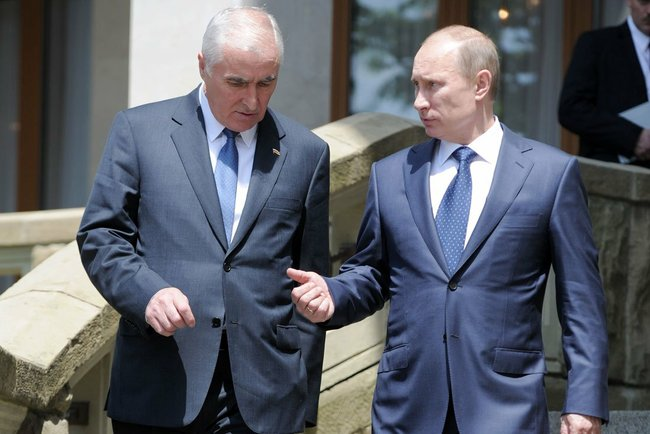
Tibilow mit Wladimir Putin

Leonid Charitonowitsch Tibilow (russisch Леонид Харитонович Тибилов; ossetisch Тыбылты Харитъоны фырт Леонид; * 28. Mai 1952 in Werchni Dwan, Südossetisches Autonomes Gebiet) ist ein südossetischer Politiker und war vom 19. April 2012 bis 19. April 2017 Präsident der nur von wenigen Staaten anerkannten Republik Südossetien.

## Leben
Leonid Tibilow stammt aus einer Bauernfamilie aus Südossetien. Er studierte an der Physikalisch-Mathematischen Fakultät des Südossetischen Pädagogischen Instituts, der heutigen Universität Südossetiens. Nachdem er 1975 sein Studium erfolgreich abschloss, leistete er seinen Militärdienst in der Roten Armee ab und arbeitete als Mathematik- und Physiklehrer. 1981 wechselte er zum sowjetischen Geheimdienst KGB, besuchte ein Weiterbildungsinstitut in Minsk und arbeitete später im Sicherheitsministerium von Südossetien, damals noch Teil der Sowjetunion.
Als die Sowjetunion 1991 endgültig zerfiel und sich Südossetien von Georgien abspaltete, wurde Tibilow Chef des südossetischen Geheimdiensts. Er gehörte in den 1990er-Jahren zudem einer gemeinsamen georgisch-südossetischen Friedensmission an.
Bei der südossetischen Präsidentschaftswahl 2006 trat Tibilow an, unterlag jedoch dem amtierenden Präsidenten Eduard Kokoity, der offiziell 98,1 % Stimmen erreichte. Bei der Präsidentschaftswahl 2012 trat Tibilow erneut an, als unabhängiger Kandidat. Er erreichte im ersten Wahlgang 42,5 % der Wählerstimmen, vor dem Zweitplatzierten David Sanakojew. In einer anschließenden Stichwahl zwischen Sanakojew und Tibilow konnte sich letzterer schließlich mit 54 % der Stimmen durchsetzten. Tibilow übernahm am 19. April 2012 offiziell die Amtsgeschäfte als Präsident Südossetiens.
Die Präsidentschaftswahl 2017 verlor er gegen Anatoli Bibilow.
Leonid Tibilow ist verheiratet und hat zwei Kinder.